# Neotelmatoscopus rotundus
Neotelmatoscopus rotundus är en tvåvingeart som beskrevs av Gregory R. Curler och Gregory W.Courtney 2009. Neotelmatoscopus rotundus ingår i släktet Neotelmatoscopus och familjen fjärilsmyggor.
Artens utbredningsområde är Sri Lanka. Inga underarter finns listade i Catalogue of Life.